# 新佩先斯科耶站
新佩先斯科耶站（羅馬化：Novopeschanskoe）是俄羅斯薩哈林鐵路的一個車站，因附近的佩先斯科耶村而命名。其前身為日治時期南樺鐵道的車站濱路公園站（日语：／ Hamaji-kōen eki */?）。

## 歷史
- 1926年 - 南樺鐵道開通開業。
- 1945年8月 : 蘇聯紅軍侵攻、佔領南樺太後，包含車站全線均被蘇聯紅軍所接收，改為今名。
- 1993年：廢棄。
- 1995年：拆除。

## 運行状況
- 新場站與留多加站之間1日3次往返車班。

## 車站周邊
- 濱路公園

## 隣近車站
南樺鐵道
濱路站 - 濱路公園站 - 留多加站